# Belvedere Ostrense
Belvedere Ostrense es una localidad y comune italiana de la provincia de Ancona, región de las Marcas, con 2313 habitantes.

## Evolución demográfica
| Gráfica de evolución demográfica de Belvedere Ostrense entre 1861 y 2001 |
|                                                                          |
| Fuente ISTAT - elaboración gráfica de Wikipedia                          |